# L’Ange Esmeralda
L’Ange Esmeralda (titre original: The Angel Esmeralda: Nine Stories) est un recueil de nouvelles écrit par Don DeLillo.
Le livre a été publié pour la première fois en 2011 par Scribner.

## Liste des nouvelles
- Création, 2013 ((en) Creation, 1979)
- Moments humains dans la Troisième Guerre mondiale, 2013 ((en) Human Moments in World War III, 1983)
- Le Coureur, 2013 ((en) The Runner, 1988)
- L'Acrobate d'ivoire, 2013 ((en) The Ivory Acrobat, 1988)
- L'Ange Esmeralda, 2013 ((en) The Angel Esmeralda, 1994)
- Baader-Meinhof, 2013 ((en) Baader-Meinhof, 2002)
- Dostoïevski à minuit, 2013 ((en) Midnight in Dostoevsky, 2009)
- Le Marteau et la Faucille, 2013 ((en) Hammer and Sickle, 2010)
- La Famélique, 2013 ((en) The Starveling, 2011)